# 살아가는 나날
《살아가는 나날》은 1983년 4월 23일에 방영된 TV문학관이다.

## 줄거리
잡지사, 영화사, 레코드 회사, 병원, 국회의원 사무실 등이 모여 있는 어느 빌딩의 현관. 매일 모여 무언가를 기다리는 사람들이 있다. 영화배우 지망생 청년(원준), 담배 꽁초를 주워 필터를 까고 있는 여인(김난영), 바닷물로 석유를 만들기 위해 국회의원을 만나려는 동해지사(주현) 등 여러 군상의 사람들이 등장한다. 가진 것은 없지만 꿈이 크고 자존심이 강한 이들은 보통 사람들이 생각지 못하는 꿈과 용기가 있었다. 작가 지망생이며 간호원으로 생계를 유지하는 은혜(안소영)는 병원에 입원하게 된 폐암 환자 현우(강태기)를 관심갖고 지켜보는데...

## 출연
- 안소영
- 주현
- 김난영
- 강태기
- 김봉근
- 이종만
- 이일웅
- 곽경환
- 박규식
- 문창길
- 김보미
- 원준
- 노영화
- 지계순
- 오중훈
- 이원종
- 길춘영
- 이한승
- 김혜경
- 최우백
- 원석연
- 윤승원
- 이현숙
- 김기복
- 윤정호